# Lancaster and Waumbek Apartments
Los Lancaster and Waumbek Apartments (apartamentos Lancaster y Waumbek) eran pequeños edificios de apartamentos ubicados respectivamente en 227-29 y 237-39 East Palmer Avenue en Detroit, la ciudad más poblada de Míchigan. Los apartamentos fueron incluidos en el Registro Nacional de Lugares Históricos en 1997. Fueron demolidos en noviembre de 2005.

## Significado
Las dos estructuras eran ejemplos bien diseñados de casas de apartamentos de principios de siglo en Detroit. Fueron diseñados por el prolífico Almon Clother Varney, un notable arquitecto de edificios de apartamentos a principios del siglo XX en Detroit. Estos dos edificios fueron propiedad de una de las primeras sufragistas de Míchigan, Sarah A. Sampson, que vivió en Lancaster con su esposo desde 1906 hasta 1919.

## Historia
La subdivisión donde se encontraban estos edificios fue planificada en 1878 por Joseph B,. H. Bratshaw. En 1882, Bratshaw transfirió la propiedad a su hija Sarah A. Sampson y Susan M. Swales. La tierra volvió a ser aplanada en 1888, y en 1903 Swales transfirió su interés en la propiedad a Sampson. Sarah A. Sampson fue una prominente sufragista y activa en política en Detroit. Estaba casada con George L. Sampson, un comerciante y hombre de negocios que era dueño de una casa de abarrotes fundada por Bratshaw.
En 1901, Sampson contrató a Almon Clother Varney para diseñar un edificio de apartamentos, y este sacó un permiso de construcción para el lote donde finalmente se encontraba el Waumbek. Es probable que tanto el Lancaster como el Waumbek se construyeran de acuerdo con los planes de Varney, pero probablemente unos años más tarde, en 1904. Los apartamentos recibieron el nombre del pueblo de Lancaster, en el estado Nuevo Hampshire, donde nació George L. Sampson, y el nombre indio de las Montañas Blancas de New Hampshire.
Los primeros residentes incluían familias con cierto estatus social, incluidos los propios Sampson, que vivieron allí desde 1906 hasta 1919. En 1919, Sampson le vendió la propiedad a Robert B. Weaver, y esta permaneció en manos de su familia hasta 1961. Los dos edificios fueron abandonados a mediados de los años 1990 y fueron demolidos en noviembre de 2005

## Arquitectura
Los apartamentos Lancaster y Waumbek eran dos pequeños edificios de apartamentos estilo neotudor de ladrillo rojo de tres pisos de diseño similar ubicados uno al lado del otro en East Palmer. Cada edificio fue construido con ladrillos adornados con piedra y diseñado en un estilo neotudor, aunque con detalles ligeramente diferentes en el exterior. Las fachadas presentaban tramos salientes con un pequeño patio de luces en el medio. Ambos edificios medían unos 11 m de ancho por 21 m de profundidad.
Los edificios eran simétricos, con un pórtico monumental de tres pisos en el centro de cada uno, sostenido por pilares de ladrillo de dos pisos y otros de ladrillo más pequeños en el tercer piso. La entrada arqueada estaba en el primer piso del pórtico, al que se llegaba por un corto tramo de escaleras. Los detalles en torno a los arcos de entrada diferían entre los dos edificios, con la de Lancaster rodeada de quoins de piedra tallada, mientras que la de Waumbek tenía una moldura de etiqueta debajo de la placa de identificación. Flanqueando la entrada central había tramos de tres pisos y tres lados adornadas con piedra caliza, que contenían tres ventanas de guillotina de doble guillotina por piso. En la parte superior, los tramos culminaron en un muro de parapeto, con los dos edificios con detalles ligeramente diferentes en el parapeto.
En el interior, cada uno de los dos edificios era similar, con pasillos de escaleras de roble revestidos con paneles de madera. Cada piso estaba dividido en dos departamentos , que tenían distribuciones similares: un salón delantero con un ventanal y una chimenea, un pasillo largo con dos dormitorios a un lado y el comedor y la cocina en la parte trasera.